# Kavabata Jaszunari
Kavabata Jaszunari (japánul: 川端 康成, Hepburn-átírással: Kawabata Yasunari) (Oszaka, 1899. június 11. – Kamakura, 1972. április 16.) japán író, a huszadik századi japán irodalom kiemelkedő egyénisége, az úgynevezett neopercepcionisták, az újfajta érzékenységű írók egyik vezéralakja, az 1968. évi irodalmi Nobel-díj kitüntetettje, az első japán irodalmi Nobel-díjas alkotó.

## Élete
Alig volt kétéves, amikor árvaságra jutott, és nagyszülei vették magukhoz. Nagyapja halála után bennlakó tanuló volt egy középiskolában, majd 1917-ben a Tokiói Császári Egyetemen folytatta tanulmányait angol szakon. Diplomáját 1924-ben szerezte meg. A Bungei Sundzsú című irodalmi magazinban megjelent írásaira már ekkor több neves író és szerkesztő felfigyelt. Kavabata az írás mellett a Mainicsi Simbun című lap riportereként is dolgozott.
Hamarosan a realista irányzattal szembeforduló „újfajta érzékenységű írók” iskolájának a vezetőjévé nőtte ki magát. 1924-ben barátjával, Jokomicu Riicsivel együtt megalapította az írói csoportosulás irodalmi lapját Bungei Sundzsú néven. Ebben jelent meg 1927-ben első jelentős műve, az Izu no odoriko (Az izui táncosnő). A mű megalapozta Kavabata világhírét. Következő nagy visszhangot kiváltó regénye, a gésáiról, bárjairól, színházairól híres tokiói Aszakusza negyedben játszódó Aszakusza kurenaidan (Az aszakuszai vörös banda) folytatásokban jelent meg. Ezekben az években aktívan részt vett a modern japán irodalom vitáiban.
Az író 1931-ben megnősült, és feleségével Kamakurában telepedett le. A második világháború alatt visszautasította a felbuzdult militarista hangulatot, de hidegen hagyták a világégést követő politikai változások is. Ennek ellenére úgy nyilatkozott, hogy a gyermekkori tragédiák mellett a háborús évek szenvedései voltak meghatározó hatással írói munkásságára. A hirosimai atombomba-támadás után barátaihoz írt leveleiben többször is említette, hogy családjának elvesztésén kívül a háború borzasztó élménye, a vereség alakította ki tragikus életérzését, felfokozott érzékenységét. A háború után tett egyik leghíresebb nyilatkozatában elmondta, hogy már csak elégiákat képes írni.
1948-ban jelent meg életművének talán legfontosabb darabja, az 1937-ben kiadott Jukiguni (magyarul Hóország, 1969) című regényének javított kiadása. A regény széles körű nemzetközi ismertséget hozott az író számára, aki többször kapott külföldi meghívást, az Egyesült Államokban előadókörutat tett, egyetemeken tanított. A japán PEN Club elnökévé, majd a nemzetközi PEN Club alelnökévé választották.
1968-ban első japán íróként kapta meg az irodalmi Nobel-díjat. Kavabata az első távol-keleti író, aki Rabindranáth Tagore után megkapta a világ legrangosabb irodalmi díjának számító elismerést, s ezzel egy izgalmas távoli irodalomra irányította a nyugati világ figyelmét. Egészségi állapota azonban egyre rosszabbodott, s 1972. április 16-án holtan találták lakásában. A közhit szerint önkezével vetett véget életének, azonban ez vitatott. (Búcsúlevelet nem hagyott hátra, a körülmények nem egyértelműek.)

## Írói munkássága
A japán ember mindig és mindenütt a természettel akar azonosulni. A természet, a szépség szeretete a klasszikus japán hagyomány öröksége. E hagyomány nélkül a klasszikus japán irodalom elképzelhetetlen, de tovább él a modern japán irodalomban is.
A neopercepcionisták, az „újfajta érzékenységű írók” a szépség keresését állították műveik középpontjába. Szakítani akartak a huszadik századi naturalizmussal, a realista törekvésekkel, és az európai irodalomból jobbára csak a lélektani regény ábrázolásmódját fogadták el. Kavabata klasszikus japán lírai szimbólumokat helyez írásainak középpontjába, de hőseinek gondolatvilágában – különösen a második világháború után – már a huszadik századi ember gátlásai és szorongásai kísértenek.
Művészetének táptalaja mindig is a klasszikus japán irodalom maradt, közlésmódja a haiku-költészetet idézi, de munkáin érződik nyugati írók (talán elsősorban Csehov és Dosztojevszkij) hatása is.
Témái: utazás közben fellobbant és kihunyt szerelmek (Hóország), műtárgyakba szőtt emberi drámák (Szenbazuru, magyarul „Az ezerdaru-minta”, 1967), öregek, elesettek napi gondjai (Nemureru bidzsó, „A csipkerózsikaház”). Életfelfogása buddhista színezetű: a dolgoknak eredete és rendeltetése megfoghatatlan, s az egyetlen bizonyosság az önmagával játszadozó emlékezet.
Első irodalmi alkotásának ifjúkori naplóját tekintik, ekkor még a klasszikus japán irodalom bűvöletében élt, a szélesebb körű világirodalmi tájékozódás még váratott magára.
Első jelentős alkotása, Az izui táncosnő a címben szereplő táncosnő és egy főiskolai hallgató szerelmének rövid történetét mondja el. Másik népszerű művében, a Jama no oto („A hegy hangja”) címűben a mindenbe egykedvűen beletörődő keleti bölcsesség hangján beszél öregségről és halálról. Kísérletezett a japán hagyományok és az új európai irányzatok összebékítésével is. Szép példája ebbeli törekvéseinek a magyarul is megjelent Szenbazuru (Az ezerdaru-minta) című műve.
Kedvenc műfaja az úgynevezett leheletnyi történetek, amelyből több mint százat írt.
Leghíresebb műve kétségtelenül a Hóország. A regény írását 1934-ben kezdte el, kisebb-nagyobb megszakításokkal 1937-ig dolgozott rajta, aztán közvetlenül megjelenése előtt 1947-ben megtoldotta még egy fejezettel. A történet az író szűkebb hazájában, a Honsú sziget északnyugati oldalán játszódik. Itt, a hóval borított hegyek között találkozik Simamura, a messziről jött táncművész és Komako, a gésa. Szerelmük három éven át folytatódik, a lány egyre elkeseredettebb, a férfi egyre elgondolkodóbb lesz, s igen sokat emlékezik egy Joko nevű lányra, akit a hőforráshoz jövet a vonatablak keretében látott. Simamura élete a meditáció, a töprengés, a tökéletes esztétikum utáni vágy. Nem biztos, hogy valaha is látott igazi balettot, és hogy Komako ismer valami mást is Hóországon kívül. Vágyaik bezáródnak, szerelmük befejezetlen és tragikus, tűzvésszel és halállal ér véget.
A Hóország világsikere után jelent meg A tó (Mizuumi) című kisregénye. Központi figurája Ginpei, a szépség megszállottja, az elérhetetlen boldogság után vágyódó ember. Ginpei testi hibái (kacska lába), gyermekkori traumái (többek között apja érthetetlen, erőszakos halála) és feloldhatatlan magánya miatt kitaszítottnak érzi magát az erős és szép emberek közül. Gyökértelenül sodródik a bűn, a züllés útján, saját rögeszméjének és a körülményeknek az áldozata.
A tó már elégia, költemény prózában, az elveszített boldogság nagy emberi részvéttel és művészettel megalkotott rajza. A tó Ginpei számára a boldogság szimbóluma. A tó lírai látomás, vallomás szerelemről, az élet mulandóságáról, az esendő ember kiszolgáltatottságáról. Kavabata ábrázolásmódja ugyanakkor a jobb élet és az igazságosabb társadalom utáni vágyat is megszólaltatja.
Meidzsin („A go-mester”) című regénye az író legszebb elégiája. Témáját egy 1938-ban lezajlott go-verseny tudósításából meríti. A regényben a legyőzhetetlen mester elveszíti utolsó bajnokságát. A vereségnek szimbolikus értelme van: egy több évszázados hagyomány bukását, kudarcát jelenti, azét a hagyományét, amely 1945-ig Japánban az erkölcs és a művészetek alapját képezte.
Utolsó könyve, a Nemureru bidzsó („A csipkerózsikaház”) az elviselhetetlen szorongás, az időtlen tragédiák megtestesülése. A történet egy öregemberről szól, aki négy éjszakát tölt egy bordélyházban, alvó, elkábított prostituáltak között, akik már sohasem ébrednek fel kábultságukból.

## Magyarul megjelent művei

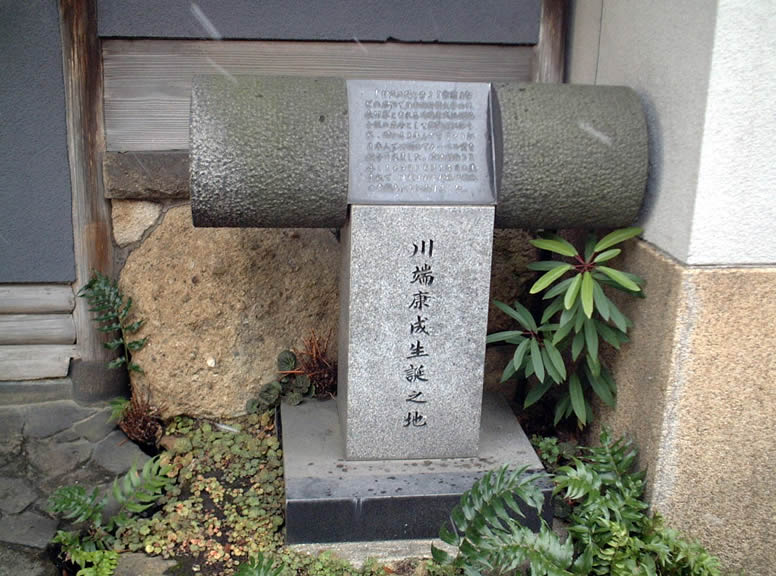
Emlékmű Kavabata Jaszunari szülőhelyén

- Az izui táncosnő, Nagyvilág, 1968, 12. szám, 1763–1773. o.
- Lírai dal, Nagyvilág, 1969, 2. szám, 163–171. o. és 1978, 6. szám, 815-828. o.
- A szemölcs, Nagyvilág, 1970, 12. szám, 1808–1812. o.
- Leheletnyi történetek, Nagyvilág, 1981, 1. szám, 64-73. o. (négy novella, az első három az angol változat nyomán, az utolsó a japán változat nyomán, mindegyiket lektorálták a japán szöveggel)
- Az ezerdaru-minta – Modern japán elbeszélők, Európa, 1967 (japán eredetiből fordítva)
- Holdtükör – Modern japán elbeszélők, Európa, 1967 (japán eredetiből fordítva)
- Hóország; ford. Jólesz László(wd), bev. Gergely Ágnes, Magvető, Bp., 1969 (Világkönyvtár) (a német változat alapján)
- Kiotói szerelmesek. Regény; ford. Jászay Gabriella; Kozmosz Könyvek, Bp., 1975 (a német változat alapján)
- A tó; ford. Göncz Árpád, utószó Karig Sára; Európa, Bp., 1978 (Modern könyvtár) (feltehetőleg az angol változat alapján, az eredeti japánnal lektorálva)
- Szépség és szomorúság; ford. Tótisz András; Ulpius-ház, Bp., 2004